# Грумес
Грумес, Ґрумес (італ. Grumes) — колишній муніципалітет в Італії, у регіоні Трентіно-Альто-Адідже,  провінція Тренто. З 1 січня 2016 року Грумес є частиною новоствореного муніципалітету Альтавалле.
Грумес розташований на відстані близько 490 км на північ від Рима, 22 км на північний схід від Тренто.
Населення — 440 осіб (2014).
Щорічний фестиваль відбувається 13 грудня. Покровитель — Santa Lucia.

## Демографія
Населення за роками:

Станом на 31 грудня 2014 року в муніципалітеті офіційно проживали 24 іноземці з 8 країн, серед них 5 громадян країн Євросоюзу та 5 громадян України.

## Сусідні муніципалітети
- Грауно
- Салорно
- Сегонцано
- Совер
- Вальда